# Валентин Йорданов
Валентин Димитров Йорданов (болг. Валентин Димитров Йорданов; нар. 26 січня 1960, Сандрово, Русенська область) — болгарський борець вільного стилю, семиразовий чемпіон світу, семиразовий чемпіон Європи, чемпіон Олімпійських ігор. Єдиний борець у світі (вільна і греко-римська боротьба), який виграв 10 медалей на чемпіонатах світу — 7 золотих, 2 срібні і 1 бронзову.

## Біографія
Боротьбою почав займатися з 1970 року в рідному селі. Першим наставником, що тренував Валентина протягом 8 років до закінчення ним спортивної школи в Русе був Георгій Ачев. У 1978 Валентина Йорданова призвали на строкову службу, яку він проходив у спортивній школі ЦСКА (Софія), тренувався там під керівництвом Янчо Патрикова. У 1980 стає чемпіоном Європи серед юніорів. По закінченні строкової служби у 1980 році залишається на надстрокову службу в клубі ЦСКА до 1990 року.
У 1990 році Валентин Йорданов переїжджає до США, до маєтку Foxcatcher Farm американського мультимільйонера Джона Дюпона, члена родини Дюпонів, що є засновниками і власниками однієї з найбільших хімічних компаній світу «DuPont». Джон Дюпон — фанат вільної боротьби організовує там борцівську команду за назвою маєтку — «Foxcatcher» («Мисливець на лисиць»), в якому спортсмени готуються до Олімпійських ігор. Тренером команди був Марк Шульц — американський борець, чемпіон світу і Олімпійських ігор 1984 року в Лос-Анджелесі, що вже завершив спортивну кар'єру. Разом з Йордановим тренувався також старший брат Марка Шульца Дейв, що також був чемпіоном світу і Олімпійських ігор в Лос-Анджелесі. Тренуючись у США, Йорданов одночасно виступав за болгарський борцівський клуб «Славія-Літекс» із Софії. Між Валентином і власником маєтку склались дуже близькі, дружні стосунки. Мультимільйонер супроводжував Йорданова на багатьох змаганнях, в спортивному костюмі з написом «Болгарія» і навіть сидів у кутку килима під час його поєдинків. У той час він був одним з найщедріших благодійників болгарської Федерації боротьби і кілька разів робив пожертвування по 100 000 доларів.
Джон Дюпон мав дуже складний характер, до того ж він зловживав алкоголем і наркотиками, що врешті призвело до трагедії. 26 січня 1996 року в день, коли Валентину Йорданову виповнилося 36 років, Джон Дюпон вбиває Дейва Шульца з револьвера. На осонові цих подій у 2013 році Беннетом Міллером був знятий художній фільм «Мисливець на лисиць», що став володарем кількох престижних кінопремій. Мультимільйонер, що був поміщений у в'язницю, і звідти продовжував фінансово підтримувати Валентина Йорданова і болгарську Федерацію боротьби, останнє пожертвування для неї він зробив у 2006 році.
Незважаючи на цю трагедію і немолодий вік Валентину Йорданову того ж року вдається нарешті виграти Олімпійські ігри в Атланті. У фіналі він переміг Наміка Абдуллаєва з Азербайджану. У 1984-мі, вже будучи чемпіоном світу, він не зміг поїхати на Олімпіаду в Лос-Анджелесі через бойкот ігор Радянським Союзом та його сателітами, до яких входила і Болгарія. На Олімпійських ігор 1988 року в Сеулі Валентин посів лише восьме місце через програш радянському борцеві Володимиру Тогузову. Через чотири роки на Олімпійських іграх 1992 в Барселоні Йорданов зумів взяти реванш у Тогузова, але поступився Лі Хак Сону з КНДР. Північнокореєць пробився до фіналу, де і став чемпіоном, через що Валентин тримав можливість поборотися за бронзову нагороду, якою відмінно скористався. У поєдинку за третє місце він подолав Кім Сон Хака з Південної Кореї.
Після тріумфу 1996 року в Атланті Валентин Йорданов завершує свою спортивну кар'єру, за роки якої він провів 685 офіційних поєдинків, одержавши перемоги у 673 з них. З 1997 року він є членом Комітету FILA. У 1998 році він був вперше обраний на пост президента федерації боротьби Болгарії, на який декілька разів переобирався. У 2000 році він став членом бюро Болгарського олімпійського комітету. У 2014 році після 16-річного керування болгарською федерацією боротьби вирішив не балотуватися на пост президента цієї організації. Він очолив федерацію у критичний для неї період, коли вона відчувала великі фінансові труднощі, а у борців цієї країни не було результатів. З його приходом ситуація поліпшилася в усіх напрямках. У 2013 році Йорданов був визнаний найуспішнішим керівником національної спортивної федерації в країні.
У 2010 році мільйонер-вбивця Джон Дюпон помирає в пенсільванській в'язниці. Згідно заповіту 80 % його статків, що за оцінками ЗМІ складає від 200 до 400 млн доларів, переходить до Валентина Йорданова. Це спричинило судові позови від родичів померлого мільйонера.
Закінчив Національну академію спорту Болгарії за фахом «Боротьба». Вільно володіє англійською та російською мовами. Одружений, має двох дітей.

## Державні нагороди та визнання
Найкращий борець вільного стилю 1984 і 1995 років за версією Міжнародної федерації боротьби (FILA). Цією ж організацією визнавався борцем вільного стилю № 1 XX століття. Включений до Всесвітньої Зали слави Міжнародної федерації об'єднаних стилів боротьби (FILA).
Десять разів входив до десятки найкращих спортсменів Болгарії (1983, 1985, 1986, 1987, 1989, 1992, 1993, 1994, 1995, 1996 рр.).
Спортсмен 20-го століття, який обирається Національною академією спорту Болгарії (2000). Спортсмен століття міста Русе. Володар Золотого пояса «Дан Колов» за 1984 рік.
- Почесний громадянин Софії (1994).
- Почесний громадянин Русе (1997).
- Почесний громадянин Варни (2000).
- Бронзовий Орден Праці Республіки Болгарія (1983).
- Срібний Орден Народної Республіки Болгарія (1987).
- Золотий Олімпійський орден (1996).
- Золота медаль Болгарського олімпійського комітету.
- Золотий знак болгарської агенції молоді та спорту.
- Медаль «Спортивна Слава» БСФС.
- Орден «1300 років Болгарії».
- Орден «Стара Планина» (2010).

## Спортивні результати

### Виступи на Олімпіадах
| Змагання                    | Збірна   | Вагова категорія          | Місце  |
| --------------------------- | -------- | ------------------------- | ------ |
| Літні Олімпійські ігри 1988 | Болгарія | вільна боротьба, до 52 кг | 8      |
| Літні Олімпійські ігри 1992 | Болгарія | вільна боротьба, до 52 кг | Бронза |
| Літні Олімпійські ігри 1996 | Болгарія | вільна боротьба, до 52 кг | Золото |

### Виступи на Чемпіонатах світу
| Змагання                        | Збірна   | Вагова категорія          | Місце  |
| ------------------------------- | -------- | ------------------------- | ------ |
| Чемпіонат світу з боротьби 1982 | Болгарія | вільна боротьба, до 52 кг | 13     |
| Чемпіонат світу з боротьби 1983 | Болгарія | вільна боротьба, до 52 кг | Золото |
| Чемпіонат світу з боротьби 1985 | Болгарія | вільна боротьба, до 52 кг | Золото |
| Чемпіонат світу з боротьби 1986 | Болгарія | вільна боротьба, до 52 кг | Бронза |
| Чемпіонат світу з боротьби 1987 | Болгарія | вільна боротьба, до 52 кг | Золото |
| Чемпіонат світу з боротьби 1989 | Болгарія | вільна боротьба, до 52 кг | Золото |
| Чемпіонат світу з боротьби 1990 | Болгарія | вільна боротьба, до 52 кг | Срібло |
| Чемпіонат світу з боротьби 1991 | Болгарія | вільна боротьба, до 52 кг | Срібло |
| Чемпіонат світу з боротьби 1993 | Болгарія | вільна боротьба, до 52 кг | Золото |
| Чемпіонат світу з боротьби 1994 | Болгарія | вільна боротьба, до 52 кг | Золото |
| Чемпіонат світу з боротьби 1995 | Болгарія | вільна боротьба, до 52 кг | Золото |

### Виступи на Чемпіонатах Європи
| Змагання                         | Збірна   | Вагова категорія          | Місце  |
| -------------------------------- | -------- | ------------------------- | ------ |
| Чемпіонат Європи з боротьби 1981 | Болгарія | вільна боротьба, до 52 кг | Бронза |
| Чемпіонат Європи з боротьби 1982 | Болгарія | вільна боротьба, до 52 кг | Золото |
| Чемпіонат Європи з боротьби 1983 | Болгарія | вільна боротьба, до 52 кг | Золото |
| Чемпіонат Європи з боротьби 1984 | Болгарія | вільна боротьба, до 52 кг | Срібло |
| Чемпіонат Європи з боротьби 1985 | Болгарія | вільна боротьба, до 52 кг | Золото |
| Чемпіонат Європи з боротьби 1986 | Болгарія | вільна боротьба, до 52 кг | Золото |
| Чемпіонат Європи з боротьби 1987 | Болгарія | вільна боротьба, до 52 кг | Золото |
| Чемпіонат Європи з боротьби 1988 | Болгарія | вільна боротьба, до 52 кг | Золото |
| Чемпіонат Європи з боротьби 1989 | Болгарія | вільна боротьба, до 52 кг | Золото |

### Виступи на інших змаганнях
| Змагання                                  | Збірна   | Вагова категорія          | Місце  |
| ----------------------------------------- | -------- | ------------------------- | ------ |
| Балканські ігри 1979                      | Болгарія | вільна боротьба, до 52 кг | Срібло |
| Балканський чемпіонат з боротьби 1980     | Болгарія | вільна боротьба, до 52 кг | Золото |
| Суперчемпіонат світу з боротьби 1986      | Болгарія | вільна боротьба, до 52 кг | Золото |
| Гала гран-прі FILA 1988                   | Болгарія | вільна боротьба, до 52 кг | Золото |
| Великі майстри олімпійської боротьби 1990 | Болгарія | вільна боротьба, до 52 кг | Золото |

### Виступи на змаганнях молодших вікових груп
| Змагання                                       | Збірна   | Вагова категорія          | Місце  |
| ---------------------------------------------- | -------- | ------------------------- | ------ |
| Чемпіонат світу з боротьби серед юніорів 1979  | Болгарія | вільна боротьба, до 52 кг | 5      |
| Чемпіонат Європи з боротьби серед юніорів 1980 | Болгарія | вільна боротьба, до 52 кг | Золото |